# Placówka Straży Celnej „Żabie”

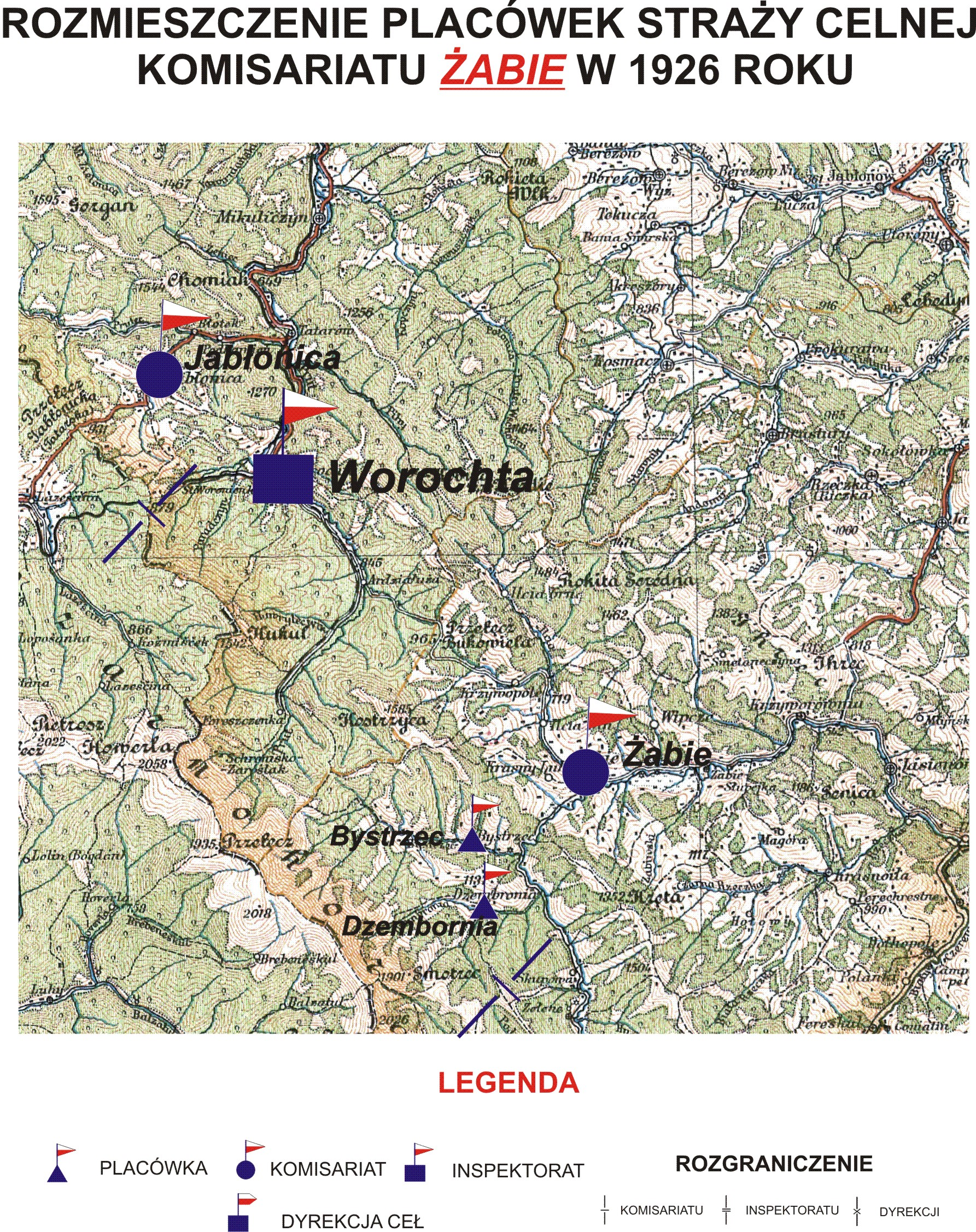
Rozmieszczenie placówek SC Komisariatu Żabie w 1926 r.

Placówka Straży Celnej „Żabie” – jednostka organizacyjna Straży Celnej pełniąca w okresie międzywojennym służbę ochronną na granicy polsko-rumuńskiej.

## Formowanie i zmiany organizacyjne
Na wniosek Ministerstwa Skarbu, uchwałą z 10 marca 1920 roku, powołano do życia Straż Celną. Jednostki Straży Celnej rozpoczęły przejmowanie odcinków granicy od pododdziałów Batalionów Celnych. W 1922 roku w Szybenach stacjonował sztab 3 kompanii 10 batalionu celnego. Kompania wystawiała również placówkę w Żabie. W 1922 roku w Żabie stacjonował sztab 4 kompanii 10 batalionu celnego. Proces tworzenia Straży Celnej trwał do końca 1922 roku. Placówka Straży Celnej „Żabie” weszła w podporządkowanie komisariatu Straży Celnej „Żabie” z Inspektoratu SC „Worochta”.
W drugiej połowie 1927 roku przystąpiono do gruntownej reorganizacji Straży Celnej. W praktyce skutkowało to rozwiązaniem tej formacji granicznej. Ochronę północnej, zachodniej i południowej granicy państwa przejęła powołana z dniem 2 kwietnia 1928 roku Straż Graniczna.
Rozkazem nr 5 z 16 maja 1928 roku w sprawie organizacji Małopolskiego Inspektoratu Okręgowego dowódca Straży Granicznej gen. bryg. Stefan Pasławski powołał komisariatu SG „Żabie”. Placówka Straży Granicznej II linii „Żabie” znalazła się w jego strukturze.

## Funkcjonariusze placówki
Kierownicy placówki
| stopień          | imię i nazwisko, numer | okres pełnienia służby | kolejne stanowisko |
| ---------------- | ---------------------- | ---------------------- | ------------------ |
| starszy strażnik | Paweł Dziubek (763)    | był w 1926             |                    |

Obsada personalna placówki w 1926:
- starszy strażnik Paweł Dziubek (763)
- strażnik Adolf Frydel (765)
- strażnik Wojciech Wolański (788)
- strażnik Ludwik Moskwa (773)
- strażnik Kazimierz Szczurek (663)
- strażnik Stanisław Królak (2194)